# Henri de Bordas
Pour les articles homonymes, voir Bordas.
Henri de Bordas, né le 4 octobre 1921 à Montpellier et décédé le 22 octobre 2011 à Saint-Mandé, est un militaire français, compagnon de la Libération.
Il fut compagnon de Mouchotte, Clostermann et Remlinger au groupe de chasse Alsace basé en 1943 à Biggin Hill.

## Décorations
- Grand-croix de la Légion d'honneur
- Compagnon de la Libération par décret du 28 mai 1945[1]
- Grand-croix de l'ordre national du Mérite
- Croix de guerre 1939–1945 (7 citations)
- Médaille de la Résistance française avec rosette par décret du 31 mars 1947[2]
- Médaille de l'Aéronautique
- Croix du combattant
- Médaille commémorative des services volontaires dans la France libre
- Distinguished Flying Cross (Royaume-Uni)
- Air Medal (États-Unis)
- Commandeur de l'ordre du Nichan Iftikhar (Tunisie)
- Commandeur de l'Ordre de l'étoile noire (Bénin)